# Marszew
Marszew (pronunciación en polaco: /ˈmarʂɛf/) es un pueblo ubicado en el distrito administrativo de Gmina Ujazd, dentro del Condado de Tomaszów Mazowiecki, Voivodato de Łódź, en Polonia central. Se encuentra aproximadamente a 17 kilómetros al noroeste de Tomaszów Mazowiecki y a 32 kilómetros al sureste de la capital regional Łódź.
El pueblo tiene una población de 20 habitantes.